# Lipofuscinosis neuronal ceroidea
Las ceroidolipofuscinosis neuronales son un grupo de enfermedades hereditarias de transmisión autosómica recesiva, que se caracterizan por la acumulación de lipopigmentos fluorescentes en distintos tipos de células, principalmente en las neuronas, provocando síntomas neurológicos progresivos en las personas afectadas.

## Tipos
Se han descrito diversas variedades del trastorno, dependiendo de la edad de inicio de los síntomas y otros criterios. Existen 4 formas principales:
- Tipo I: Forma infantil o enfermedad de Santavuori-Haltia.
- Tipo II. Forma infantil tardía o enfermedad de Jansky-Bielschowsky
- Tipo III. Forma de inicio juvenil , enfermedad de Batten, también llamada enfermedad de Spielmeyer-Vogt-Sjögren-Batten.
- Tipo IV. Forma del adulto o enfermedad de Kufs.
- Existen otras variedades menos frecuentes que se han caracterizado como tipo V, VI,VII,VIII,IX y X.

## Incidencia
Aunque se trata de un grupo de enfermedades consideradas raras, el número de casos es variable, dependiendo de la variedad y la zona geográfica. En Alemania se realizó un estudio que mostró una incidencia de un caso por cada 100.000 habitantes, en Italia 0.56 casos por cada 100.000, mientras que en Noruega en un estudio llevado a cabo entre 1978 y 1999, se comprobó una incidencia de 3.9 casos por 100.000.

## Herencias
La herencia es de tipo autosómico recesivo, lo que signigica que para que alguien presente la enfermedad, debe haber recibido una copia del gen mutante de cada uno de sus dos progenitores. Sin embargo el tipo IV o enfermedad de Kufs puede en ocasiones transmitirse con carácter autosómico dominante.